# El Dorado (Kolumbia)
El Dorado – miasto w Kolumbii, w departamencie Meta.